# Křečovice
Křečovice (německy Kretschowitz) jsou obec v okrese Benešov ve Středočeském kraji, asi 17 km jihozápadně od Benešova. Žije zde 828 obyvatel.

## Historie
První písemná zmínka o obci pochází z roku 1352.
Za druhé světové války se obec stala součástí vojenského cvičiště Zbraní SS Benešov a její obyvatelé se museli 31. prosince 1943 vystěhovat.

## Obecní správa

### Části obce
- Brdečný (k. ú. Hořetice)
- Hořetice (k. ú. Hořetice)
- Hodětice (k. ú. Hořetice)
- Hůrka (k. ú. Hořetice)
- Křečovice (k. ú. Křečovice u Neveklova)
- Krchleby (k. ú. Krchleby)
- Lhotka (k. ú. Krchleby)
- Nahoruby (k. ú. Nahoruby)
- Poličany (k. ú. Nahoruby)
- Skrýšov (k. ú. Křečovice u Neklova)
- Strážovice (k. ú. Hořetice)
- Vlkonice (k. ú. Vlkonice u Neveklova)
- Zhorný (k. ú. Křečovice u Neveklova)
- Živohošť (k. ú. Živohošť) (také Nová Živohošť)

Součástí obce jsou také základní sídelní jednotky Na Drahách a Podvlkonice. K obci patří také Bakos, Blechův Mlýn, Košťálka, Kramperův Mlýn, Lhotka, Mlačina, Na Březině, Na Kasarně, Percule, Podchlumí, Suchá Louka, U Bezoušků a Žlíbek.
Sousedními obcemi sídla jsou Maršovice, Prosenická Lhota, Radíč, Osečany, Chotilsko, Neveklov, Stranný a Vrchotovy Janovice.

### Územněsprávní začlenění
Dějiny územněsprávního začleňování zahrnují období od roku 1850 do současnosti. V chronologickém přehledu je uvedena územně administrativní příslušnost obce v roce, kdy ke změně došlo:
- 1850 země česká, kraj České Budějovice, politický okres Benešov, soudní okres Neveklov[6]
- 1855 země česká, kraj Tábor, soudní okres Neveklov
- 1868 země česká, politický okres Benešov, soudní okres Neveklov
- 1939 země česká, Oberlandrat Tábor, politický okres Benešov, soudní okres Neveklov[7]
- 1942 země česká, Oberlandrat Praha, politický okres Benešov, soudní okres Neveklov[8]
- 1945 země česká, správní okres Benešov, soudní okres Neveklov[9]
- 1949 Pražský kraj, okres Sedlčany[10]
- 1960 Středočeský kraj, okres Benešov
- 2003 Středočeský kraj, okres Benešov, obec s rozšířenou působností Benešov

## Společnost

### Rok 1932
V obci Křečovice (přísl. Skrýšov, Zhorný,, 398 obyvatel, poštovní úřad, četnická stanice, katol. kostel) byly v roce 1932 evidovány tyto živnosti a obchody: holič, 2 hostince, 2 kováři, 2 mlýny, rolník, 2 řezníci, 3 obchody se smíšeným zbožím, Spořitelní a záložní spolek pro Křečovice, švadlena, 2 trafiky, truhlář.
V obci Hořetice (přísl. Brdečný, Hodětice, Hůrka, 259 obyvatel, katol. kostel, samostatná obec se později stala součástí Křečovic) byly v roce 1932 evidovány tyto živnosti a obchody: 2 hostince, kovář, lihovar, obuvník, Spořitelní a záložní spolek pro Hodětice, 2 trafiky, velkostatek Alois Šírlo.
Ve vsi Krchleby (přísl. Lhotka, 202 obyvatel, samostatná ves se později stala součástí Křečovic) byly v roce 1932 evidovány tyto živnosti a obchody: hostince, kolář, kovář, mlýn, 2 řezníci, trafika.
V obci Nahoruby (přísl. Poličany, 310 obyvatel, samostatná obec se později stala součástí Křečovic) byly v roce 1932 evidovány tyto živnosti a obchody: 3 hostince, jirchárna, kovář, 2 mlýny, porodní asistentka, 5 rolníků, obchod se smíšeným zbožím, Spořitelní a záložní spolek pro Nahoruby, 2 trafiky.
V obci Vlkonice (přísl. Strážovice, Podvlkonice, 392 obyvatel, samostatná obec se později stala součástí Křečovic) byly v roce 1932 evidovány tyto živnosti a obchody: 2 hostince, 3 kováři, 3 mlýny, obuvník, 2 obchody se smíšeným zbožím, 2 trafiky.

## Pamětihodnosti

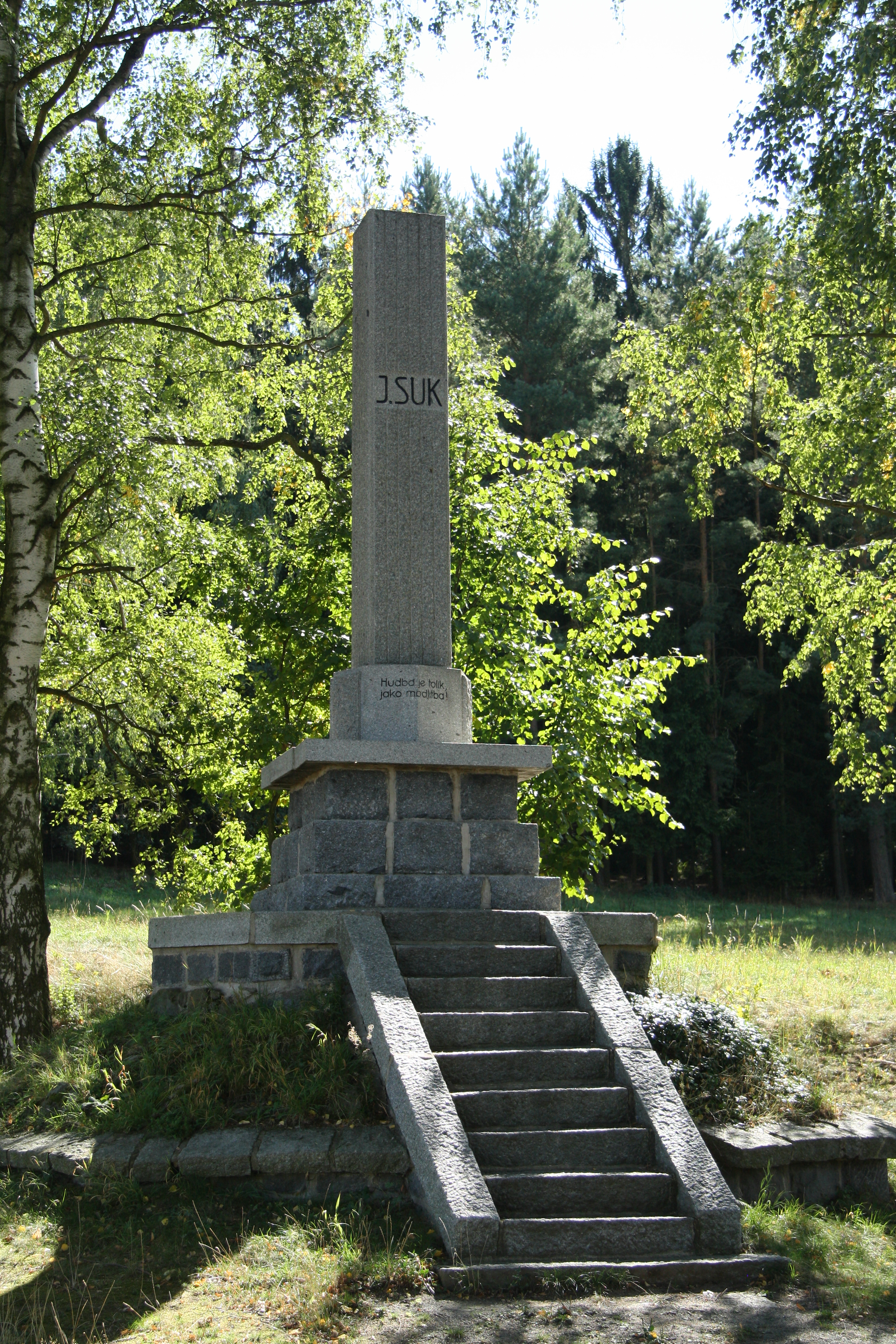
Pomník Josefa Suka

- Kostel svatého Lukáše
- Muzeum Josefa Suka
- Pomník Josefa Suka z roku 1937[16]
- Klášter Naší Paní nad Vltavou
- přírodní památka Křečovický potokPomník Josefa Suka

## Osobnosti
Josef Suk (starší), český skladatel, houslista

## Doprava

### Dopravní síť
Obcí vede silnice II/105 Jesenice – Jílové u Prahy – Neveklov – Sedlčany – Milevsko – Týn nad Vltavou – Hluboká nad Vltavou – České Budějovice. Do obce dále vedou silnice III. třídy. Železniční trať ani stanice či zastávka na území obce nejsou.

### Autobusová doprava 2024
Autobusovou dopravu v obci Křečovice zajišťují společnosti Arriva Střední Čechy a ČSAD Benešov. Obec je součástí Pražské integrované dopravy (PID). V obci se nacházejí zastávky Křečovice a Křečovice,Dráha. Dalšími zastávkami spadající pod obec jsou Křečovice,Hodětice, Křečovice,Hořetice, Křečovice,Krchleby, Křečovice,Lhotka,U Švarců, Křečovice,Nahoruby, Křečovice,Nahoruby,Mlačina, Křečovice,Nahoruby,Rozc., Křečovice,Nová Živohošť, Křečovice,Rozc.Košťálka, Křečovice,Strážkovice, Křečovice,Větrov a Křečovice,Vlkonice. V místních částech Brdečný, Hůrka, Poličany, Skrýšov a Zhorný se autobusové zastávky nenacházejí. Obec obsluhují autobusové linky 486, 754 a 756. Hořetice slouží jako výchozí nebo konečnou pro linku 518. Kromě toho Hořetice, spolu s místními částmi Hodětice a Strážovice, obsluhuje také linka 759. Linka 486 spojuje Sedlčany, Kňovičky, Kňovice, Nalžovice, Křepenice, Radíč, Osečany a Křečovice. Linka 518 propojuje Sedlčany s Kosovou Horou, Štětkovicemi, Prosenickou Lhotou a Hořeticemi. Linka 754 spojuje Příbram se Sedlčany, Křečovice a Benešovem. Linka 756 zajišťuje spojení mezi Novou Živohoští, Křečovicemi a Neveklovem, přičemž obsluhuje i další vesnice na trase. Linka 759 spojuje Benešov s Bystřicí, Maršovicemi a Neveklovem, přičemž obsluhuje i další vesnice na trase.

## Turistika
Obcí vede turistická trasa  Neveklov – Strážovice – Křečovice – rozhledna Drahoušek – Sedlčany.

## Zajímavosti
Křečovice jsou rodištěm významného českého hudebního skladatele Josefa Suka, který je pochován na místním hřbitově.
Natáčelo se zde několik filmů, např. Farářův konec, Není sirotek jako sirotek nebo Vesničko má středisková.